# Campionat del Món d'òmnium masculí
El Campionat del món d'Òmnium masculí és el campionat del món d'Òmnium i és organitzat anualment per l'UCI, dins els Campionats del Món de Ciclisme en pista.
Es disputa des de 2007 i les ciclistes australians i són els que han obtingut més victòries.

## Pòdiums dels Guanyadors
| Proves | Or                     | Plata                     | Bronze                     |
| 2007   | Alois Kaňkovský (CZE)  | Walter Pérez (ARG)        | Charles Bradley Huff (EUA) |
| 2008   | Hayden Godfrey (NZL)   | Leigh Howard (AUS)        | Aliaksandr Lisouski (BLR)  |
| 2009   | Leigh Howard (AUS)     | Zachary Bell (CAN)        | Tim Veldt (NED)            |
| 2010   | Edward Clancy (GBR)    | Leigh Howard (AUS)        | Taylor Phinney (EUA)       |
| 2011   | Michael Freiberg (AUS) | Shane Archbold (NZL)      | Gijs Van Hoecke (BEL)      |
| 2012   | Glenn O'Shea (AUS)     | Zachary Bell (CAN)        | Lasse Norman Hansen (DEN)  |
| 2013   | Aaron Gate (NZL)       | Lasse Norman Hansen (DEN) | Glenn O'Shea (AUS)         |
| 2014   | Thomas Boudat (FRA)    | Tim Veldt (NED)           | Víktor Manakov (RUS)       |
| 2015   | Fernando Gaviria (COL) | Glenn O'Shea (AUS)        | Elia Viviani (ITA)         |
| 2016   | Fernando Gaviria (COL) | Roger Kluge (GER)         | Glenn O'Shea (AUS)         |
| 2017   | Benjamin Thomas (FRA)  | Aaron Gate (NZL)          | Albert Torres (ESP)        |